# Leandro di Porzia
Leandro di Porzia, né le 22 décembre 1673 à Porcia, en Frioul-Vénétie Julienne, alors dans la république de Venise, et mort le 2 juin 1740 à Rome, est un cardinal italien du XVIIIe siècle. Il est membre de l'ordre des bénédictins, congrégation cassasinaise. Porzia est un parent du cardinal Leandro Colloredo (1686).

## Biographie
Leandro di Porzia est notamment lecteur de théologie dogmatique à l'université de Padoue et abbé de S. Paolo fuori le mura à Rome. Il est élu évêque de Bergame en 1728. Le pape Benoît XIII le crée cardinal lors du consistoire du 30 avril 1728.
Il résigne au gouvernement de son diocèse en 1730. En 1734-1735 il est camerlingue du Sacré Collège et il est préfet de la Congrégation de l'Index à partir de janvier 1740. Le cardinal Porzia participe au conclave de 1730, lors duquel Clément XII est élu et au conclave de 1740 (élection de Benoît XIV) lors duquel il meurt.

### Sources
- Fiche du cardinal sur le site fiu.edu